# Bernardo de Izaguirre de los Reyes
Bernardo de Izaguirre de los Reyes (falecido a 16 de novembro de 1668) foi um prelado católico romano que serviu como arcebispo de La Plata o Charcas (1669–1670), bispo de Cuzco (1662–1669) e bispo do Panamá (1654–1659).

## Biografia
Bernardo de Izaguirre de los Reyes nasceu em Toledo, Espanha. Foi escolhido a 28 de julho de 1654 e confirmado no dia 21 de abril de 1655 pelo Papa Alexandre VII como Bispo do Panamá. No dia 12 de janeiro de 1659, foi consagrado bispo por Alonso de Briceño, bispo de Caracas. A 31 de julho de 1662, foi nomeado bispo de Cuzco. No dia 15 de julho de 1669, o Papa Clemente IX confirmou-o como Arcebispo de La Plata o Charcas. Serviu como arcebispo de La Plata o Charcas até à sua morte no dia 16 de novembro de 1668.
Enquanto bispo, foi o principal consagrador de Gabriel de Guilléstegui, bispo do Paraguai.